# Henri Longville
Pour les articles homonymes, voir Longville.
Henri Longville, né le 7 novembre 1872 à Anvers et y décédé le 28 mai 1947 est un homme politique belge socialiste.
Longville fut l'homme fort du syndicat des métallurgistes d'Anvers. Depuis 1903, il fut président de la section anversoise de la Fédération nationale et en 1905, secrétaire-général pour la province. Il fut également président du Fonds intercommunal de Chômage d'Anvers.
Il fut élu conseiller communal (1912-38) d'Anvers et successivement sénateur provincial de la province d'Anvers (1921-25) et élu direct de l'arrondissement d'Anvers (1929-46).

## Sources
- Bio sur ODIS